# Zhongshan
Pour les articles homonymes, voir Zhongshan (homonymie).

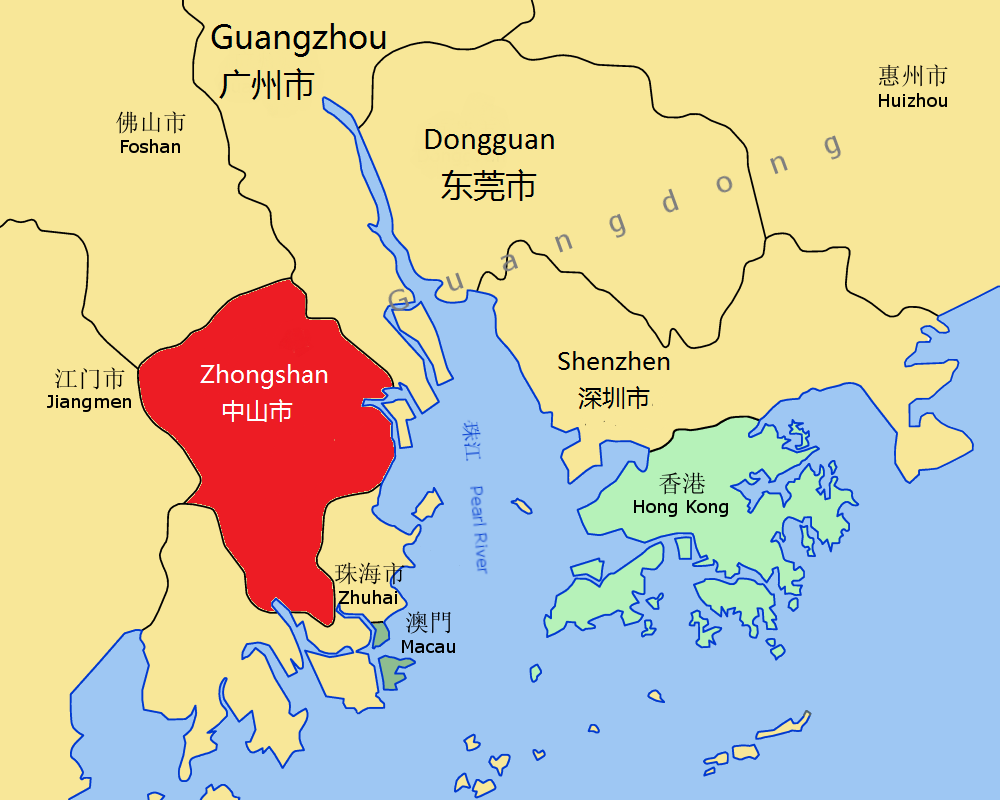
Zone du delta de la rivière des Perles : en rouge la ville-préfecture de Zhongshan.

Zhongshan (chinois : 中山 ; pinyin : Zhōngshān) est une ville de la province du Guangdong en Chine, et Zone économique spéciale. Elle fait partie de la mégalopole chinoise du delta de la Rivière des Perles.
Son nom a été donné par la Chine à sa base polaire en Antarctique.

## Histoire
La ville est alors le xian de Xiangshan (香山县, xiāngshān xiàn, « xian de la Montagne parfumé »), partie de la voie Yuehai (粤海道, yuèhǎi dào, « voie de la mer du Guangdong »), renommé Zhongshan en l'honneur du Dr Sun Zhongshan, connu en Occident par son nom en cantonnais (Sun Yat-sen), également surnommé le « père de la Chine moderne », chef de file de la Révolution chinoise de 1911 qui fit tomber le dernier Empereur de la dynastie Qing et créa la République de Chine (1912-1949). Il est né dans le village de Cuiheng, maintenant partie de la ville de Nanlang, situé à l'extérieur du centre-ville de Zhongshan.
Pendant la Seconde Guerre sino-japonaise, Zhongshan est occupée par l'Armée impériale japonaise, qui y met en œuvre l’Unité 8604 ou unité Nami, une unité militaire secrète médicale, liée à l’Unité 731, spécialisée dans les recherches sur la guerre biologique et d'autres sujets, utilisant des cobayes humains. Elle est installée dans les locaux de l'Université médicale de Zhongshan.
Le 15 août 1945, les forces japonaises capitulent et Zhongshan est libérée. La ville est ensuite le théâtre de combats pendant la guerre civile chinoise. Les nationalistes tiennent la ville pendant une grande partie de  la guerre, mais elles sont finalement battues le 30 octobre 1949 par l'Armée populaire de libération et le comté de Zhongshan passe alors sous le contrôle de la République populaire de Chine.
En 1983, Zhongshan est promue du statut de comté à celui de ville de niveau comté sous l'administration de Foshan. En 1988, Zhonshan devient une ville-préfecture.

## Économie
En 2018, le PIB de Zhongshan s'élevait à 363,27 milliards yuan (54,2 milliards USD) et se répartissait ainsi :
- secteur primaire : 1,7 % ;
- secteur secondaire : 49 % ;
- secteur tertiaire : 49,3 %.

Le PIB par habitant s'élevait en 2018 à 110 585 yuan (16 600 USD).

### Agriculture
Les principales productions agricoles sont le riz, les litchis, les bananes, la canne à sucre et les chrysanthèmes en fleurs, spécialité de l'horticulture de Xiaolan.

### Industrie
Zhongshan est, avec Dongguan, Nanhai et Shunde, un des quatre petits tigres de la province de Guangdong, grâce à la proximité de Hong Kong et Macao. Dans les années 1980, Zhongshan disposait d’un système d’entreprises d’État relativement développé, qui a servi à stimuler le développement des entreprises des cantons et villages dans les campagnes. Dans les années 2010, l'économie est dominée par les entreprises privées et les investissements étrangers y jouent un rôle important. Zhongshan s'est spécialisée dans le secteur de l'éclairage (60 % de la production chinoise), dans la fabrication des meubles en acajou (60 %) et l'équipement des parcs à thème (70 %)
« Une industrie, une ville » :
- Dachong, industrie des meubles en acajou, Specialized Town of Mahogany Furniture Production of China ;
- Dongfeng, industrie de l'électroménager ;
- Guzhen, produits d'éclairage, China Lighting Capital ;
- Huangpu, industrie alimentaire ;
- Shaxi, fabrication de vêtements de loisirs, avec 710 entreprises en 2002, pour 43 000 employés, plus de 200 millions de vêtements, 6,3 milliards de RMB, et 123 millions de dollars en devises. Les conditions d'exploitation de l'usine de vêtements Lifeng (丽锋服饰制衣有限公司), produisant également pour la société turque de jeans Vigaze, ont été présentés en 2005 dans le documentaire China Blue ;
- Xiaolan, serrures, matériel électronique et acoustique, Lock City of the South et Electronic Acoustic Industrial Base.

Le gouvernement de Zhongshan encourage « la recherche et la conception » dans la région en mettant en place un centre national de recherche spécialisé au niveau des régions industrielles, comme la National Zhongshan Torch High-Tech Industrial Development Zone (中山国家级火炬高技术产业开发区), créée en 1990, à l'est de la ville, par le ministère de la Science et de la Technologie et les autorités de la province de Guangdong et de Zhongshan.
Le port de Zhongshan figure parmi les dix premiers ports, à l'échelle nationale, en termes de capacité de manutention de conteneurs.
Depuis 2001, Zhongshan Electronic Base of China (中国电子中山基地) développe l’électronique acoustique.
La ville prévoit de se développer dans la zone de Nansha, sur 400 km2 de terres disponibles.

## Subdivisions administratives
La ville-préfecture de Zhongshan ne possède aucune division de niveau xian. Le gouvernement de la ville administre directement 24 divisions de niveau canton (6 sous-districts et 18 bourgs).
Districts :
- District Est (东区, dōng qū)
- District Sud (南区, nán qū)
- District Shiqi (石岐区, shíqí qū)
- District Ouest (西区, xī qū)
- District Wuguishan (五桂山区, wǔguìshān qū)

Villes / Bourgs :
- Banfu Zhen (板芙镇)
- Dachong Zhen (大涌镇)
- Dongfeng Zhen (东凤镇)
- Dongsheng Zhen (东升镇)
- Fusha Zhen (阜沙镇)
- Gangkou Zhen (港口镇)
- Guzhen Zhen (古镇镇)
- Henglan Zhen (横栏镇)
- Huangpu Zhen (黄圃镇)
- Minzhong Zhen (民众镇)
- Nanlang Zhen (南朗镇)
- Nantou Zhen (南头镇)
- Sanjiao Zhen (三角镇)
- Sanxiang Zhen (三乡镇)
- Shaxi Zhen (沙溪镇)
- Shenwan Zhen (神湾镇)
- Tanzhou Zhen (坦洲镇)
- Zhongshan Shi (la ville elle-même)
- Xiaolan Zhen (小榄镇)

Zone de développement :
- Zhongshan Torch Hi-tech Industrial Development Zone (中山火炬高技術產業開發區).

## Éducation
Enseignement supérieur :
- Zhongshan College
- Guangdong Pharmaceutical University

Enseignement secondaire :
- Zhongshan Memorial Middle School (chinois : 中山纪念中学 ; pinyin : zhōngshān jìniàn zhōngxúe), ouvert en 1931, en mémoire du révolutionnaire Sun Yat Sen, sous la supervision de sa veuve, of Soong Ching-ling, the widow of Sun Yat-sen ;
- Zhongshan No.1 Middle School[1] (chinois : 中山市第一中学 ; pinyin : zhōngshānsì dìyī zhōngxúe), ouvert en 1908 ;
- Guangdong Zhongshan Experimental Middle School ;
- Guangdong Bowen International School ;
- Sanxin Bilingual School ;
- China Hongkong English School?
- French Middle School

## Patrimoine
La ville compte de nombreux parcs verdoyants, de larges boulevards et divers monuments remarquables :
- Sunwen Road West, ou Sunwen Xilu, en vieille ville, rue piétonne bordée de dizaines de bâtiments restaurés dans le style colonial, datant de 1920 ;
- la pagode Fufeng, de sept étages, construite en 1608, située sur une colline dans le parc Zhongshan, à l'extrémité ouest de Sunwen Road West ;
- le pavillon en mémoire de Sun Yat Sen se tient près de la pagode ;
- le Sunwen Memorial Park, à l'extrémité sud de Xingzhong Road, avec la plus grande sculpture en bronze de Sun Yat-sen au monde.

Sanxiang dispose de plusieurs stations thermales.

## Transports
- Le Chu Kong Passenger Transport (CKS) est un service régulier de ferry rapide qui relie Zhongshan à Hong Kong.
- Le trafic du port de Zhongshan s'est élevé à 119,65 millions de tonnes en 2018[3].
- Le métro de Zhongshan devrait comporter 8 lignes et atteindre une longueur totale de 300 km une fois terminé.

## Jumelage
Zhongshan est officiellement jumelée avec deux villes.
| État       | Ville     | District/Comté/Région | Date |
| ---------- | --------- | --------------------- | ---- |
| Japon      | Moriguchi | Osaka                 | 1988 |
| États-Unis | Honolulu  | Hawaii                | 1997 |

## Galerie d'images

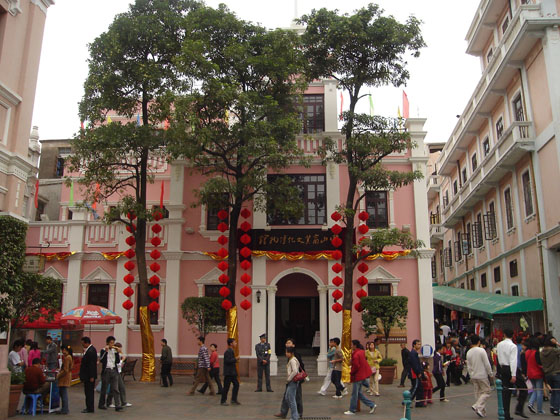
Le musée culturel du commerce de Xiangshan, au 152 Sunwen West Road
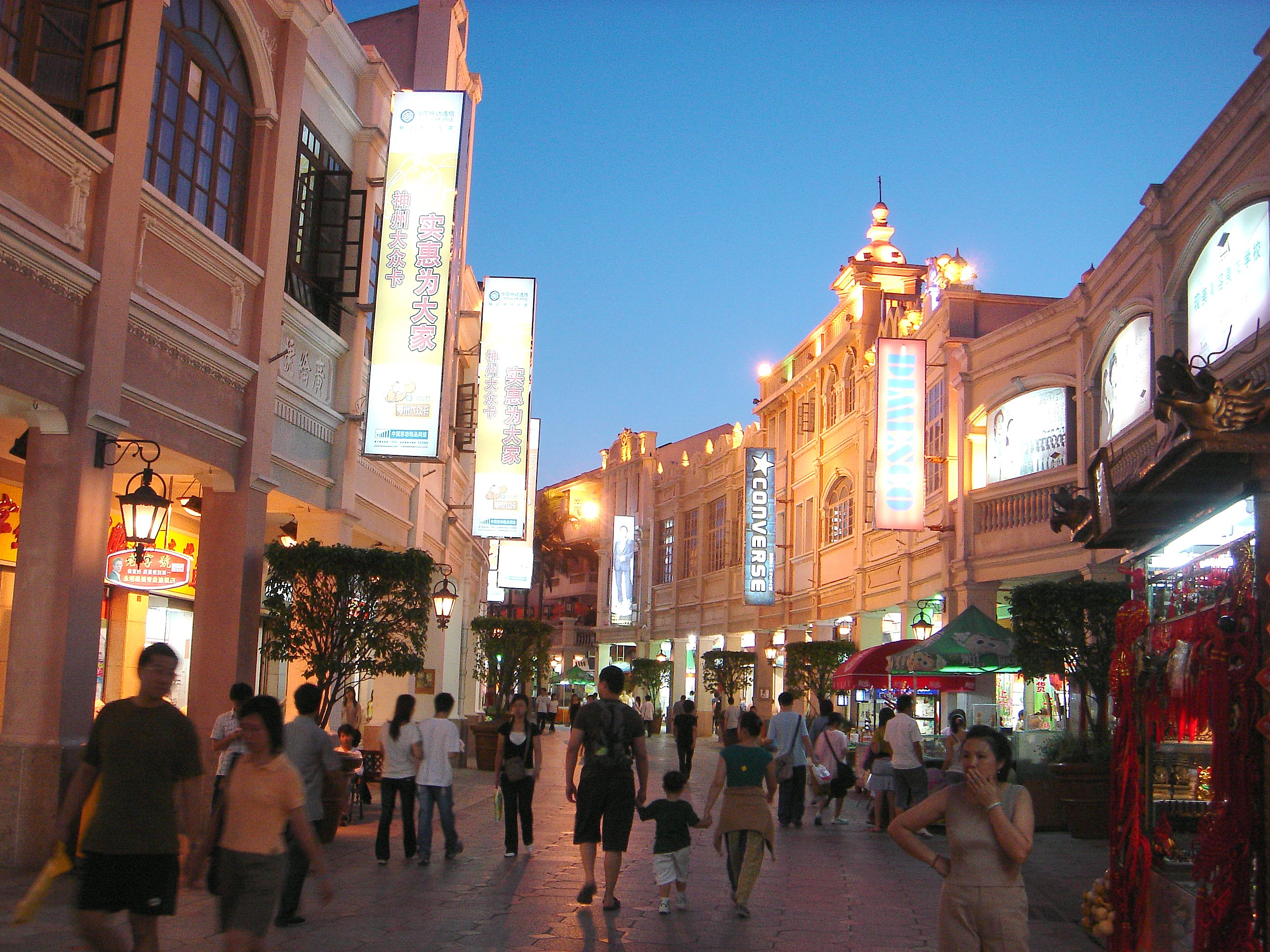
Rue commerçante